# جمية زرقاء
الجُمِية الزرقاء أو جُمِية باري (باللاتينية: Phacelia paryii) نوع نباتي ينتمي إلى جنس الجمية من الفصيلة الحمحمية.
موطنها ولاية كاليفورنيا الأمريكية وولاية باخا كاليفورنيا المكسيكية.
نبات عشبي حولي.